# Konstantin Sergejewitsch Mereschkowski

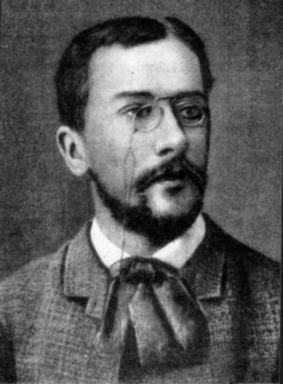
Konstantin Sergejewitsch Mereschkowski.

Konstantin Sergejewitsch Mereschkowski (em russo Константин Сергеевич Мережковский, também transliterado como Konstantin Sergeevich Merezhkovsky, Konstantin Sergivich Merezhkovsky, Constantin Sergeevič Mérejkovski, Constantin Sergejewicz Mereschcowsky, ou Konstantin Sergejewicz Mereschkovsky ),  (São Petersburgo, 4 de agosto de 1855 – Genebra, 10 de janeiro de 1921), foi um importante biólogo, botânico russo.
Sua pesquisa em liquens o levou a propôr a teoria da simbiogênese - a partir da qual células maiores, mais complexas, evoluíram a partir da relação simbiontica de células menores e menos complexas. Ele apresentou essa teoria em 1909, em seu trabalho em russo, The Theory of Two Plasms as the Basis of Symbiogenesis, a New Study or the Origins of Organisms, embora os fundamentos da ideia já tivessem aparecido em seu primeiro trabalho em 1905, The nature and origins of chromatophores in the plant kingdom.
Ele foi conhecido como renomado liquenologista - líquens foram os mariores de seu interesse na época. Por volta do início do século, ele montou uma considerável coleção de líquens, contendo mais de 2000 espécimes a partir de diferentes localidades da Rússia, Áustria e próximo ao Mediterrâneo. A coleção está depositada no herbário da Universidade de Kazan. Ele também estudou hidras.
Mereschkowsky rejeitou a teoria da evolução darwiniana. Ele não acreditava que a seleção natural poderia explicar a especiação, considerando, ao invés disso, a aquisição e herança de microorganismos como hipótese central. Ele foi criticado por outro lichenologist russo, Alexander Alexandrovich Elenkin.
Embora a síntese evolutiva moderna apoia a teoria da evolução de Darwin e Wallace pela seleção natural, as idéias Mereschkowsky de simbiogênese são refletidas na moderna teoria endossimbiótica desenvolvida e popularizada por Lynn Margulis. Nesta, organelas como cloroplastos e mitocôndrias tem origem a partir de bactérias primitivas que estabeleceram uma relação simbiontica obrigatória, gerando as células eucarióticas.
Mereschkowsky apoiava e promovia fortemente a eugenia e assuntos relacionados, como "higiene racial" (entre os seres humanos). Isso pode ser claramente observado em suas obras O paraíso na terra ou um sonho de uma noite de inverno.